# 최학부 묘비
최학부 묘비는 대한민국 전북특별자치도 진안군 부귀면에 있다. 2016년 12월 28일 진안군의 향토문화유산(유형) 제4호로 지정되었다.

## 개요
웅치전적지 인근에 자리한묘비로, 옛 웅치의 위치규명에 중요한 자료이다.